# Четинди
Четинди (кирг. Четинди) — село в Сокулукском районе Чуйской области Кыргызстана. Входит в состав Тош-Булакского айылного аймака.

## География
Село расположено в центральной части области, на левом берегу реки Сокулук, на расстоянии приблизительно 21 километра (по прямой) к юго-юго-западу от села Сокулук, административного центра района. Абсолютная высота — 1415 метров над уровнем моря.

## Население
Согласно оценочным данным Национального статистического комитета Кыргызской Республики, численность населения села на начало 2023 года составляла 61 человек.
| год     | 2009 | 2014 | 2015 | 2020 | 2021 | 2023 |
| ------- | ---- | ---- | ---- | ---- | ---- | ---- |
| человек | 191  | 78   | 83   | 70   | 70   | 61   |